# Acada
Acada is een geslacht van vlinders van de familie dikkopjes (Hesperiidae), uit de onderfamilie Hesperiinae.

## Soorten
- A. annulifer (Holland, 1892)
- A. biseriatus (Mabille, 1893)